# ワイホパイ基地

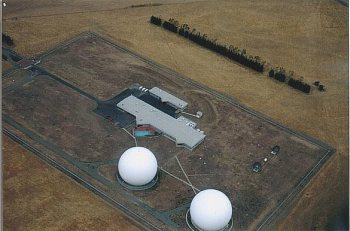
基地全景

GCSBワイホパイ基地は、ニュージーランドの情報機関であるGCSBの基地である。南島マールバラのワイホパイにある。衛星通信の傍受するために設けられた。エシュロンの一翼を担う基地である。

## 概要
太平洋上空の通信衛星を経由する通信を傍受するのがこの基地の目的である。1980年代から、通信経路の比重が在来型の無線から通信衛星を用いたものに移っていったため、それに対応して設けられた。太平洋諸国や、東アジア、東南アジアの国々の通信を官民問わず傍受して、必要な情報を抜き取っていると考えられている。
基地は1989年に開設された。レドームに覆われたパラボラアンテナと、管理棟からなる。始め1基であったパラボラアンテナは1998年に2基目が追加設置された。基地内部は高度に無人化されていることが知られている。
この基地はニュージーランドの反基地活動家の主要な標的になっていて、よく抗議活動が行われるほか、ジャーナリストや活動家による基地内への侵入をたびたび許している。1996年と1999年にはカメラに入られて施設の様子を撮影されたほか、2008年には活動家によってレドームのひとつを破壊されている。